# 멜레치토스
멜레치토스(영어: melezitose)는 식물의 수액을 먹는 곤충들에 의해 만들어지는 비환원성 삼당류이다. 멜레치토스는 수분 퍼텐셜을 감소시킴으로써 삼투 스트레스를 감소시키기 때문에 곤충들에게 유익하다. 멜레치토스는 개미에게는 유인물질로 작용하며, 벌에게는 음식물로 역할을 하는 감로의 일부분이다. 이것은 개미와 공생 관계를 맺고 있는 진딧물에게 중요하다. 멜레치토스는 포도당과 투라노스로 부분적으로 가수분해될 수 있으며, 투라노스는 수크로스의 이성질체이다.
|  |